# Jude Deveraux

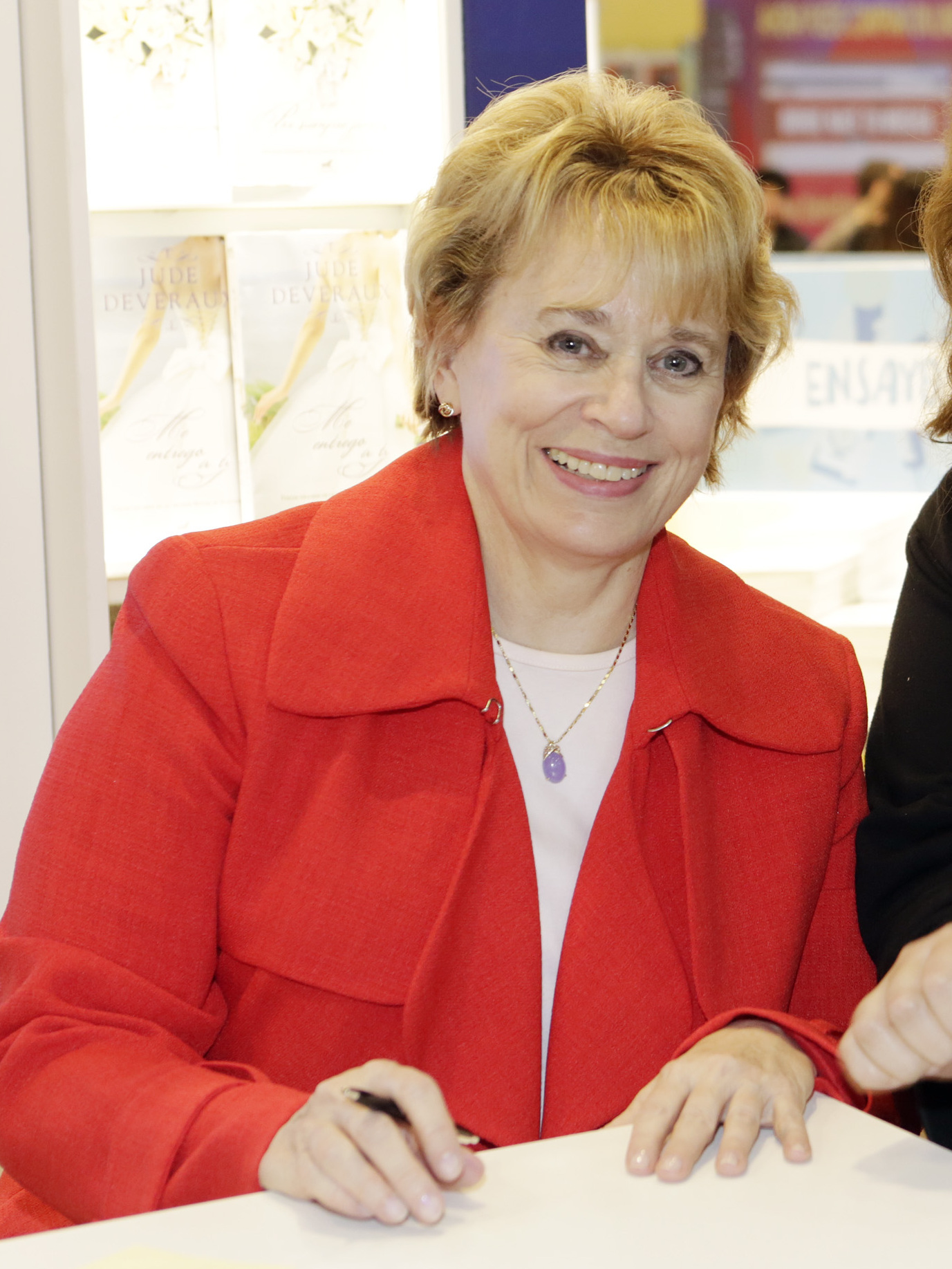
Jude Deveraux, 2016

Jude Deveraux, właściwie Jude Gilliam (ur. 20 września 1947 w Fairdale w stanie Kentucky) – amerykańska pisarka, głównie romansów historycznych.
Romanse jej autorstwa, tłumaczone na wiele języków, przekroczyły nakład 60 milionów, a ponad 40 tytułów trafiło na listy bestsellerów „New York Times”. Deveraux pisze również opowiadania i powieści, których akcja dzieje się w późniejszych okresach historycznych. Uchodzi za pionierkę w dziedzinie romansów historycznych, za co magazyn „Romantic Times” w 2013 przyznał jej nagrodę Pioneer of Romance Award.

## Życiorys
Pochodzi z dużej rodziny. Studiowała sztukę na uniwersytecie stanowym w Murray w stanie Kentucky. Po studiach pracowała jako nauczycielka w szkole podstawowej. W 1967 roku wyszła za mąż zmieniając nazwisko Gilliam na White (małżeństwo trwało tylko cztery lata). Wtedy też zaczęła pisać. Pierwszą książkę Enchanted Land opublikowała pod pseudonimem Jude Deveraux w 1977 roku. W 1997 roku, już jako sławna pisarka, wyszła ponownie za mąż, za Clauda Montassira, ale i to małżeństwo się rozpadło – po tragicznej śmierci adoptowanego syna, Sama Aleksandra, w 2005 roku. Pisarka dużo podróżuje, mieszka na Florydzie.

## Twórczość
Akcja wczesnych romansów historycznych Jude Deveraux rozgrywa się w Anglii w XV i XVI wieku. Pisała również powieści, które dzieją się w porewolucyjnej Ameryce, w XIX-wiecznym Kolorado i w Nowym Meksyku.
Wydane w Polsce romanse Jude Deveraux:
- Drzewo morwy
- Dzikie orchidee
- Freski
- Klątwa
- Nawiedzona
- Odmiana uczuć (w antologii Miłość pod choinkę), wydana również pt. Zmiana uczuć (w antologii Dary losu)
- Pokusa
- Przeznaczenie
- Rodzinne sekrety
- Z czystej ciekawości (w antologii Dary losu)
- Zwidy (w antologii Zwidy)
- Życie raz jeszcze

Cykl „Edilean”
1. Lawendowy poranek
2. Złoty zapach wrzosu
3. Szkarłatne noce
4. Jaśminowy sekret

Cykl „Endenton”
1. Pierwsze wrażenie
2. Kuzynki

Cykl „James River”
1. Miranda
2. Oszustka
3. Uciekinierka
4. Uwiedziona

Cykl „Miłość i Magia”
1. Na zawsze
2. Na wieki
3. Teraz… i na zawsze

Cykl „Rodzina Peregrinów”
1. Ujarzmienie
2. Zdobywca

Cykl „Saga rodu Montgomerych”
1. Obietnica
2. Dziedziczka
3. Wiedźma
4. Potrzask
5. Kusicielka
6. Wybawca
7. Słoneczko
8. Przebudzenie
9. Dziewica
10. Rycerz w lśniącej zbroi
11. Wróżka
12. Porwanie
13. Księżna, wydana również pt. Wrzosy
14. Miasteczko Eternity
15. Zaproszenie
16. Zamiana
17. Przypływ
18. Na zawsze
19. Na wieki
20. Holly
21. Teraz… i na zawsze
22. Pokochać kogoś

Cykl „Taggert”
1. Dama, wydana również pt. Zuchwały nieznajomy
2. Bliźniaczki
3. Słodki kłamca
4. Holly
5. Zaproszenie

Cykl „Trylogia Panien Młodych z Nantucket”
1. Prawdziwa miłość

Cykl „Velvet”
1. Obietnica
2. Dziedziczka
3. Wiedźma
4. Potrzask